# Santa Cruz Futebol Clube
O Santa Cruz Futebol Clube mais conhecido como Santa Cruz, e por vezes apenas Santa, é um clube multiesportivo brasileiro, sediado na cidade do Recife. Fundado em 3 de fevereiro de 1914, leva a alcunha de "O Mais Querido das Multidões".
Dentre as suas principais conquistas estão, um Campeonato Brasileiro - Série C e uma Copa do Nordeste. Entre os títulos estaduais destacam-se 29 Campeonatos Pernambucanos, dentre os quais detém três edições apontadas como Supercampeonato Pernambucano, sendo o único Tri-SuperCampeão Pernambucano, tendo também cinco conquistas da extinta Copa Pernambuco. Além dos seus principais títulos, o Santa Cruz também conquistou a Fita Azul de 1979, uma honraria futebolística entregue aos clubes brasileiros que faziam excursões de amistosos no exterior e voltavam invictos. Em nível internacional oficial, possui uma participação em competição da CONMEBOL, a Copa Sul-Americana de 2016.
Na Série A do Campeonato Brasileiro, a sua melhor colocação ocorreu nas edições de 1960 e 1975, quando alcançou o quarto lugar. Entre 1969 e 1983, o Santa Cruz conquistou nove títulos estaduais em quinze disputados. Durante este profícuo período do clube, apontado como o melhor de sua história, brilharam jogadores como Givanildo, Nunes, Fumanchu e Ramón. Em 1972, em meio a sua época de ouro, inaugurou o Estádio do Arruda.
Com muitos artilheiros de destaque em sua trajetória, sete com mais de 100 gols, o Santa Cruz foi o primeiro clube do Nordeste e o décimo segundo do Brasil a atingir a marca de 10.000 gols registrados.
Suas cores oficiais são o preto, o branco e o vermelho. Costuma mandar suas partidas no seu estádio, o Arruda, o sexto maior do Brasil e o segundo maior particular. Sendo o segundo clube de maior torcida de Pernambuco, tem como os dois maiores rivais esportivos o Sport Club do Recife, com o qual protagoniza o Clássico das Multidões, e o Clube Náutico Capibaribe, com quem disputa o Clássico das Emoções.

## História

### Fundação

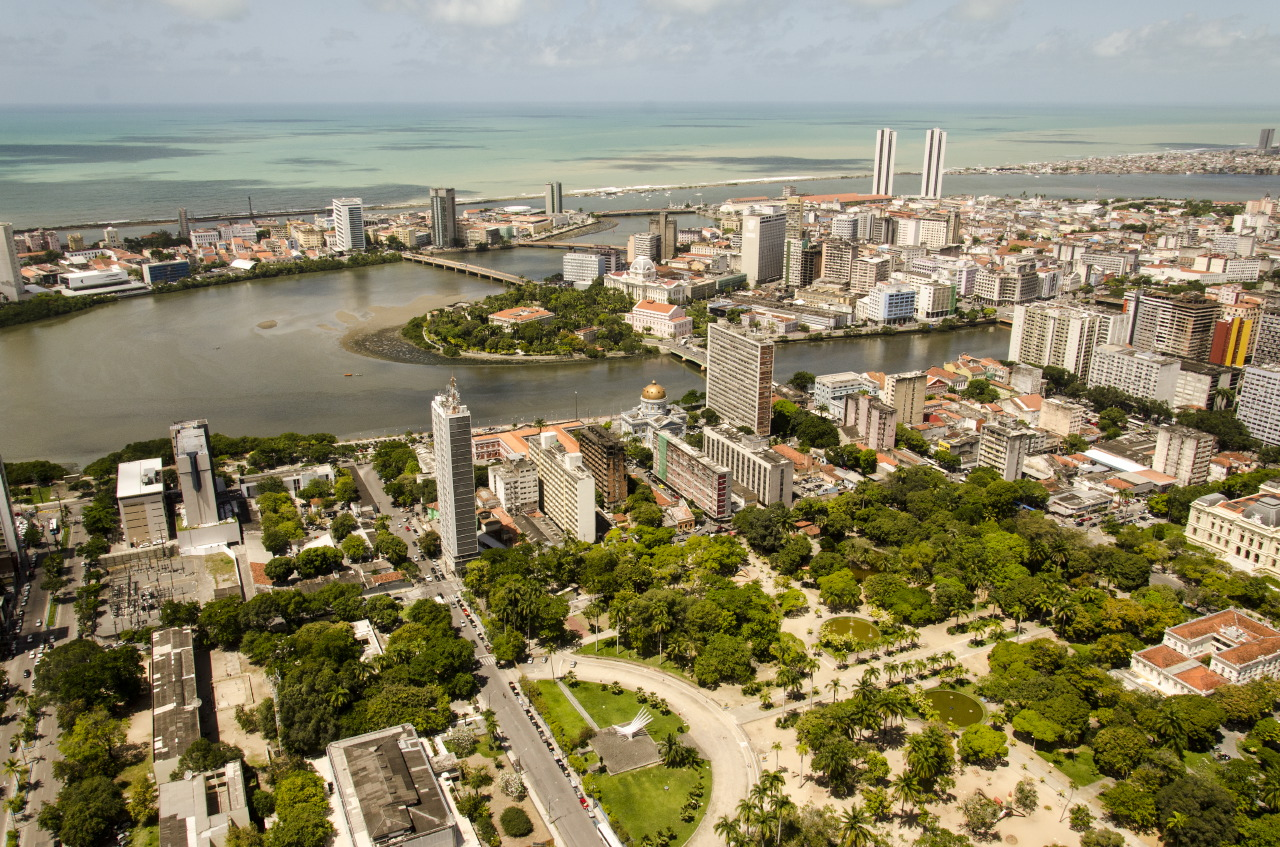
Bairro da Boa Vista, local de fundação do Santa Cruz Futebol Clube

Tendo sido criado por um grupo de 11 meninos do Recife, a ideia do nome Santa Cruz adveio em razão do pátio da Igreja de Santa Cruz, onde este grupo de jovens, com idades entre 14 e 16 anos, costumava jogar futebol – afinal, naquela época não existiam campos, já que o esporte ainda era considerado de elite.
Os fundadores do clube reuniram-se na Rua da Mangueira n° 2, distrito da Boa Vista, por volta das 19 horas. Estiveram presentes os senhores Quintino Miranda Paes Barreto, José Luiz Vieira, José Glacério Bonfim, Abelardo Costa, Augusto Frankin Ramos, Orlando Elias dos Santos, Alexandre Carvalho, Oswaldo dos Santos Ramos e Luiz de Gonzaga Barbalho Uchôa Dornelas Câmara.
A primeira diretoria do Santa Cruz ficou assim estabelecida:
- Presidente: José Luiz Vieira
- Vice-presidente: Quintino Miranda Paes Barreto
- Primeiro secretário: Luiz Gonzaga Barbalho
- Diretor de Esportes: Orlando Elias dos Santos

Na reunião, definiu-se o nome da nova agremiação como sendo "Santa Cruz Foot-Ball Club". As cores escolhidas foram o branco e preto. Em 1915 o Santa adotou o vermelho, tornando-se tricolor. O historiador Leonardo Dantas afirma que o Santa Cruz sempre teve empatia popular e é um clube ligado a juventude, congregando todas as classes e raças, e as três cores refletem essas características. O preto tem ligação com a raça negra, o branco com a raça caucasiana e o vermelho se liga aos povos indígenas.

### O início
O primeiro adversário do Santa Cruz foi o Rio negro, à época um já experiente selecionado regional, na campina do Derby, para onde foi atraído um bom público que queria ver jogar o "time dos meninos". A equipe, apesar de acostumada a jogar somente nas ruas, não estranhou o gramado e impôs uma expressiva vitória pelo placar de 7 a 0. A equipe foi assim constituída: Waldemar Monteiro; Abelardo Costa e Humberto Barreto; Raimundo Diniz, Oswaldo Ramos e José Bonfim; Quintino Miranda, Sílvio Machado, José Vieira, Augusto Ramos e Osvaldo Ferreira.
O Rio Negro, não conformado com a goleada sofrida, pediu revanche, chamando o jogo para o seu campo, localizado na Rua São Borja, impondo ainda uma condição: o centroavante Sílvio Machado, do Santa Cruz, não poderia atuar, porque fora o melhor jogador em campo na primeira partida, tendo marcado 5 dos 7 gols do Santa Cruz. O time tricolor aceitou a condição e escalou Carlindo para substituir o seu artilheiro. Ao final, o placar apontava 9 a 0 para o Santa Cruz, tendo Carlindo assinalado seis gols.
Treinando sempre com a bola que José Luis Vieira ajudou a comprar por 8.500 réis, o Santa viria depois a conquistar mais uma sensacional vitória sobre um time famoso da cidade à época: o Western Telegraph Company, composto exclusivamente por jogadores ingleses que trabalhavam no Recife.

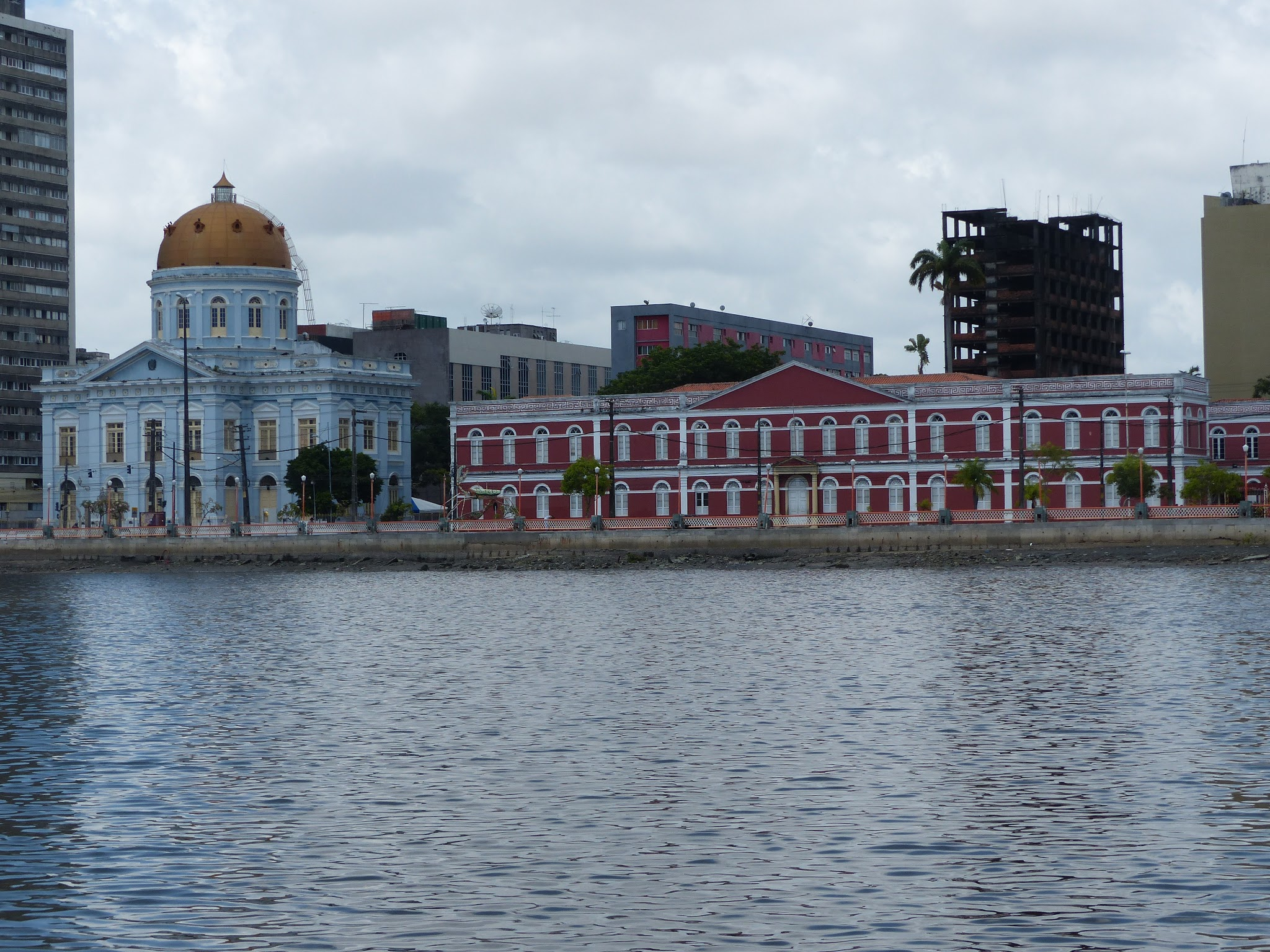
A Rua da Aurora, um dos cartões postais do Bairro da Boa Vista, no Recife

Como não podia ser diferente, o Santa Cruz passou por momentos de crises, e, em um desses momentos, ainda em 1914, foi proposto por um dos fundadores, em uma reunião, o gasto dos únicos seis mil réis existentes em caixa na compra de uma máquina elétrica de fazer caldo de cana (o que era sucesso na época, na Rua da Aurora). Foi quando Alexandre de Carvalho deu um murro em cima da mesa, evitando com esse gesto de revolta o fechamento do clube; sua frase àquele momento é até hoje lembrada por torcedores, seja em textos, cânticos ou faixas: "O Santa Cruz nasceu e vai viver eternamente!".
Como foi fundado por representantes da classe média, o Santa Cruz sempre foi um clube popular, aceitando inclusive negros no time (o primeiro foi Teófilo Batista de Carvalho, conhecido popularmente por Lacraia), coisa rara nesta época. Era mais um passo para a popularização do clube, numa época em que o futebol ainda era um esporte fechado, praticado por rapazes da elite ou por funcionários das várias companhias inglesas que funcionavam na cidade do Recife.
Logo, os torcedores pernambucanos tomaram conhecimento das façanhas de Pitota e Tiano (o médico Martiniano Fernandes), que em dado momento tornou-se para os recifenses mais importante do que Santos Dumont, o pai da aviação. No dia 30 de janeiro de 1919, Dumont transitava pela capital pernambucana, mas a cidade só comentava sobre a vitória tricolor sobre o Botafogo – a primeira de um time do Nordeste sobre uma equipe do Rio de Janeiro – por 3 a 2. Tiano marcou dois gols e o "Jornal Pequeno", da segunda-feira, 31, dizia: "O Botafogo de Futebol e Regatas é derrotado pelos "meninos" cá de casa pelo escore de 3 a 2".

### Primeiro título estadual
O clube entrou na Liga em 1915 e chegou às finais, mas perdeu para o Flamengo-PE. Em 1931, mais precisamente no dia 13 de dezembro, o Santa fazia seu pavilhão espraiar-se por todo Pernambuco, quando, depois de uma bela campanha, derrotava o Torre por 2 a 0, com gols de Valfrido e Estêvão, e sagrava-se campeão estadual pela primeira vez.
Entre os campeões, duas figuras lendárias no futebol pernambucano: o centroavante Tará e Sherlock. Os heróis do primeiro título do Santa foram: Dada, Sherlock e Fernando; Doía, Julinho e Zezé; Walfrido, Aluízio, Neves, Tará, Lauro e Estevão, João Martins e Popó. Este time conseguiu também o título de 1935.

### Assim começava o Arruda
Em 1943, o dirigente Aristófanes de Andrade conseguiu alugar um terreno próximo às ruas Beberibe e das Moças, onde muitos anos depois seria instalado o Estádio José do Rego Maciel, o Arruda. Na década de 1940, a equipe levantou três títulos do Campeonato Pernambucano (1940, 1946 e 1947), antes de passar dez anos em jejum.

### Quebra do jejum, decisão de 1958
No dia 16 de março de 1957, em uma tarde fria de domingo, o Santa Cruz entrava em campo para pôr fim no incômodo jejum de 10 anos sem a conquista estadual. O título valia pelo Campeonato Pernambucano de 1957 e seria decidido contra o Sport.[carece de fontes?] O Santa Cruz entrou em campo com a seguinte escalação: Aníbal; Diogo e Sidney; Zequinha, Aldemar e Edinho; Lanzoninho, Rudimar, Faustino, Mituca e Jorginho. O técnico era Alfredo González. O Sport estava formado por: Manga; Bria e Osmar; Zé Maria, Mirim e Pinheirense; Roque, Traçaia, Liminha, Carlos Alberto e Geo.
A decisão foi disputada em solo adversário, na Ilha do Retiro, pois o Sport venceu no sorteio. Caso tivesse sido vencedor, o Santa Cruz mandaria a partida nos Aflitos, estádio do Náutico, pois o Tricolor ainda não possuía estádio próprio na época.
A arbitragem da partida foi composta pelo uruguaio Estéban Marino, que foi auxiliado pelos bandeirinhas Amílcar Ferreira (carioca) e José Peixoto Nova. Para o confronto, um público de 29.051 torcedores (para uma renda de 1.062.162 cruzeiros) animavam o espetáculo. No centro do gramado, o árbitro conversava com os capitães Aldemar e Mirim.
Naquele ano o Santa Cruz já havia conquistado os títulos de juvenis e aspirantes. Faltava o de profissionais, almejado durante uma longa década. E ele começou a surgir logo ao 4 minutos de jogo, com um gol de cabeça de Rudimar, após cobrança de escanteio de Faustino. A festa da torcida do Santa aumentou quando, aos 18 minutos, Lanzoninho penetra na área adversária e é abruptamente impedido por Osmar. Pênalti, que Aldemar converte. Bandeirinhas se agitavam na torcida do Santa, enquanto a torcida do Sport passou a vaiar seu técnico, o argentino Dante Bianchi.
Logo aos dois minutos do segundo tempo, outro gol tricolor: o então jovem goleiro Manga solta a bola nos pés de Mituca, que apenas tem o trabalho de empurrá-la para as redes. O Sport descontou aos 22 minutos, com Carlos Alberto. A reação rubro-negra continuou com o segundo gol, marcado por Zé Maria com um chute de fora da área. Porem parou por aí. O placar de 3 a 2 deu o título ao Santa Cruz, que pôde, enfim, comemorar um título de Campeão de Pernambuco após uma década de espera.
Nos anos que seguiram, por volta da década de 1970, o Santa Cruz adotou uma forma de administrar bastante democrática, sob a forma de colegiado. Durante esses anos, o Santa Cruz foi o time pernambucano a conquistar o maior número de títulos estaduais, e foi campeão do Torneio Hexagonal Norte–Nordeste de 1967 (inclusive goleando o Remo, do Pará, por impiedosos 9 a 0) e constituindo-se numa das maiores expressões do futebol nordestino da época.
Mais uma vez, o clube passaria nove anos esperando antes de comemorar. Em 1969 os tricolores quebram o jejum e dão início ao pentacampeonato do estado, maior série do clube até hoje.

### Campeão do Torneio Hexagonal Norte-Nordeste de 1967
No início do ano de 1967 o Santa Cruz conquistou o Torneio Hexagonal Norte-Nordeste, uma competição regional. Em dez rodadas, o Santa venceu seis jogos, empatou dois e só foi derrotado duas vezes. O clube goleou os dois times representantes do Norte, ambos do estado do Pará: nos jogos de ida, venceu o Remo por 9 a 0 e derrotou o Paysandu por 5 a 1. No entanto, nos jogos da volta, o Santa Cruz foi derrotado para ambos os times pelo placar de 2 a 1. Além de vencer os dois jogos contra o rival Sport, no jogo de ida o Santa Cruz derrotou o Sport por 3 a 1 e no jogo da volta por 3 a 2. O clube enfrentou também o Ceará e o América: derrotou o Ceará por 2 a 0 nos dois jogos e empatou as duas partidas com o América. Assim, sagrou-se campeão com 14 pontos e terminou a competição de pontos corridos em primeiro colocado, conquistando seu primeiro título regional.

### Construção do Arruda

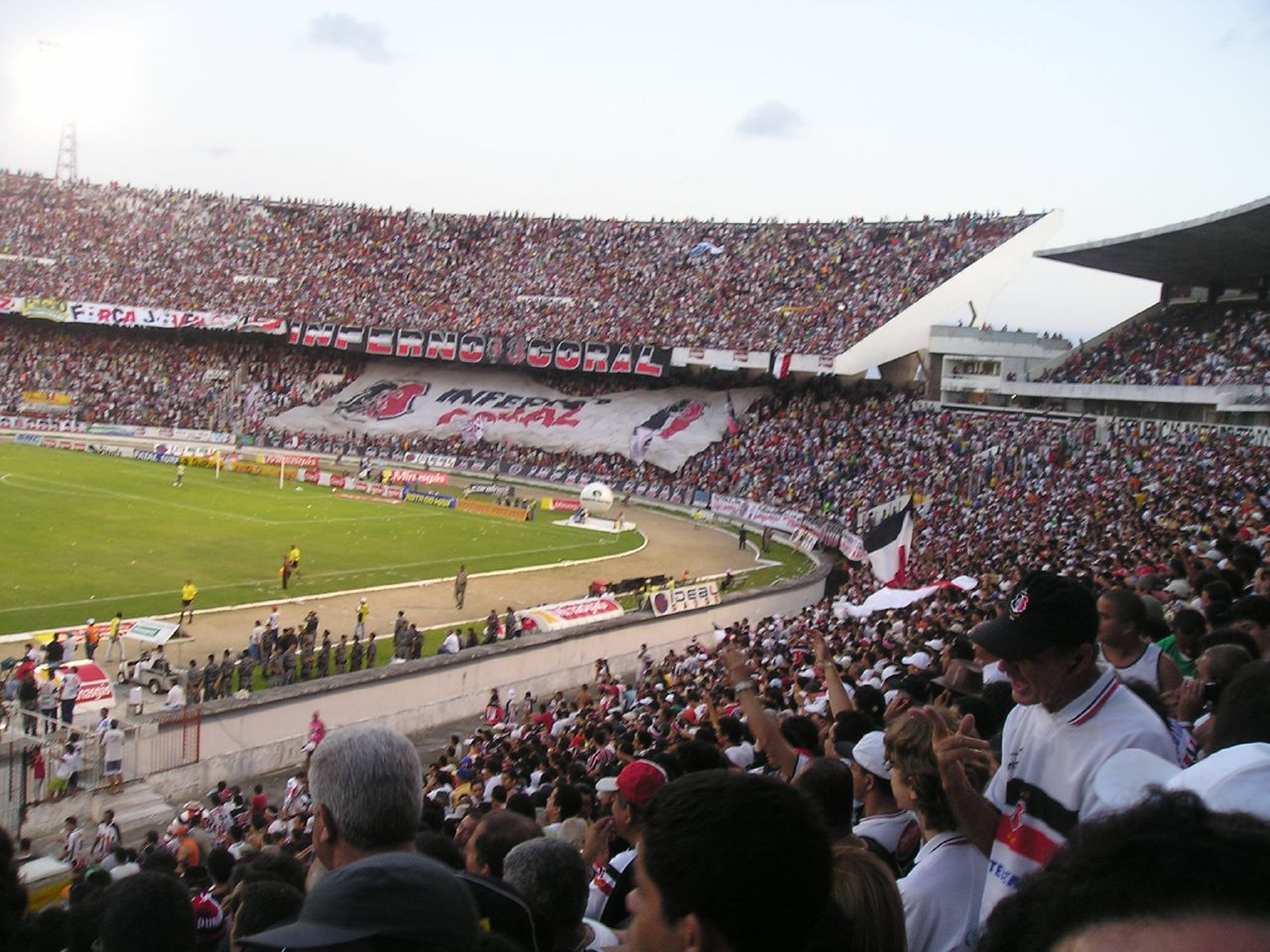
Estádio do Arruda

Na década de 1970, a torcida tricolor teve mais um motivo para comemorar: a inauguração do Arruda. O estádio, cujo terreno havia sido posto a venda em 1952 pelo proprietário do terreno, recebeu o nome de José do Rego Maciel, por ter sido este o prefeito na época em que o Santa Cruz recebeu da prefeitura a posse definitiva do terreno, em 1954. Somente em 1965, com a venda de cadeiras cativas e títulos patrimoniais é que o Tricolor começou a construir seu estádio.
Inauguração

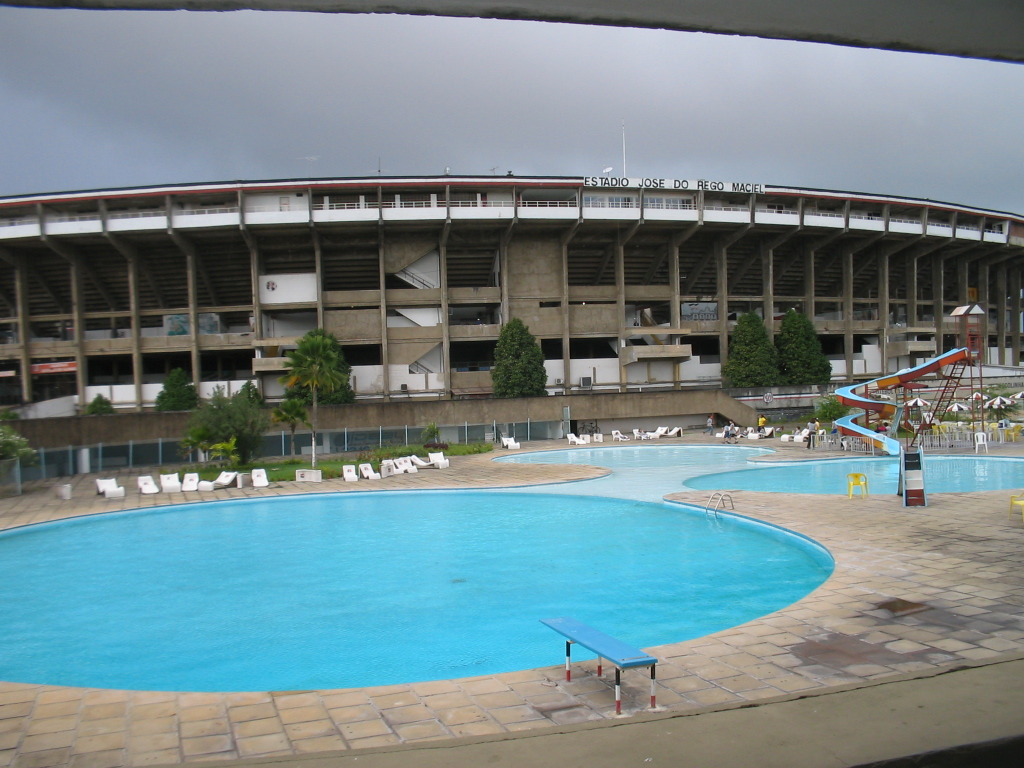
Área externa do Estádio do Arruda

A partida inaugural do Arruda ocorreu no dia 4 de julho de 1972. O jogo comemorativo foi contra o Flamengo do Rio de Janeiro, e o Santa entrou em campo com a seguinte escalação: Detinho; Ferreira, Sapatão, Rivaldo e Cabral (Botinha); Erb e Luciano; Cuíca (Beto), Fernando Santana (Zito), Ramón e Betinho. O Flamengo esteve formado por: Renato; Moreira, Chiquinho, Tinho e Wanderlei; Zanata e Zé Mário (Liminha); Vicente (Dionísio), Caio (Ademir), Doval (Fio) e Arilson. A partida terminou com um empate sem gols. A renda foi de CR$ 193.834,00, com um público total de 57.688 pagantes.

### 1975: o ano do Santa Cruz
Em 1975, os tricolores fazem uma campanha brilhante no Campeonato Brasileiro e chegam às semifinais, após vencer o Palmeiras (à época conhecido como "Academia") por 3 a 2 dentro do Parque Antárctica nas oitavas de final, e o Flamengo em pleno Maracanã, de virada, por 3 a 1, nas quartas-de-final, vindo a perder a vaga para o Cruzeiro, em jogo marcado por uma controvertida arbitragem de Armando Marques, que, entre outras, deixou de assinalar um pênalti  em favor do time tricolor e validou um gol irregular dos mineiros, dando a estes a classificação para a final da competição.
Caso tivesse obtido a vaga para a final, o Santa Cruz decidiria o Campeonato Brasileiro no Recife, já que havia realizado a melhor campanha entre os finalistas, ratificando a sua condição de um dos grandes times do Brasil na época, assim como o Internacional, o Fluminense e o Cruzeiro, que disputaram as primeiras colocações neste ano.
Em 1976, aparece no time o centroavante Nunes e o Santa levanta o Campeonato Pernambucano (bi supercampeão).[carece de fontes?] No Campeonato Brasileiro o Santa Cruz chega em décimo primeiro lugar, entre 54 concorrentes. No ano de 1977 seria o décimo colocado e em 1978, o quinto,[carece de fontes?] o que mostra a força do Santa Cruz nas edições nacional dos anos 1970.
O Santa sagrou-se bicampeão pernambucano em 1978/1979, colecionando sete títulos estaduais entre 1970 e 1979.

### Fita Azul
Em 1979 o Santa Cruz conquistou o prêmio Fita Azul, que foi concedido por realizar uma excursão pelo Oriente Médio e Europa, conquistando assim seu primeiro prêmio de Honra ao Mérito. O clube ganhou de maneira invicta a premiação enfrentando adversários como o Paris Saint-Germain e a Seleção Romena. O Santa conquistou título em 1° de abril de 1979.

### O Tri-Supercampeão de Pernambuco
O tri-supercampeonato é uma conquista apenas do Santa Cruz no estado de Pernambuco. É o único clube do estado que conseguiu ganhar os três turnos do Supercampeonato Pernambucano: 1957, 1976 e 1983. O Campeonato Pernambucano de 1983 talvez tenha sido o maior da história da competição. E deu Santa Cruz, com o Tricolor conquistando o tri-supercampeonato em um Arruda com mais de 76 mil torcedores, a decisão que teve o maior público da história do Estadual. Após empate por 1 a 1 com o Náutico, o Santa sagrou-se campeão após bater o rival por 6 a 5 nas penalidades, com direito a uma defesa histórica do goleiro Luís Neto, responsável por pegar o pênalti do atacante Porto. Os tricolores foram campeões da década levantando o Campeonato Pernambucano por quatro vezes, em 1983 (tri-supercampeonato), em 1986, em 1987 e em 1990, último ano desta década.

### Ampliação do Arruda
No dia 1° de abril de 1982, o Estádio do Arruda teve sua ampliação finalizada, podendo receber até 80.000 pessoas. Em sua inauguração recebeu 76.636 pagantes. Posteriormente, em função dos novos parâmetros de conforto e segurança estabelecidos pela FIFA, o Arruda viu a sua capacidade diminuída para cerca de 60.044 pessoas. Nos anos 1990, o Santa conquistou dois títulos estaduais, em 1993 e 1995, ambos diante do Náutico.[carece de fontes?] Já em 1999 a torcida coral pôde comemorar o retorno, após onze anos, à Série A do Brasileirão, quando, o Santa foi vice-campeão da Série B.

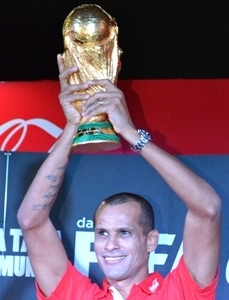
O jogador Rivaldo começou a carreira no Santa Cruz e foi campeão pernambucano com o clube em 1990.

### 2005–2006: acesso à Série A de 2006
Já em 2005, o time Coral liderou a Série B desde o início do campeonato, classificando-se para a 2ª fase e novamente ficando em primeiro lugar. Na última fase, o time sagrou-se Vice-campeão da competição, obtendo o acesso de volta à Série A do futebol brasileiro novamente.
O ano de 2006 assistiu ao nascimento da Associação dos Torcedores e Amigos do Santa Cruz (ATASC), criada com o objetivo de apoiar o clube financeiramente e investir na área patrimonial, a fim de colaborar com a construção de um Santa Cruz cada vez maior.

### 2006–2011: os piores anos do Santa Cruz
Após perder a emocionante final do Campeonato Pernambucano de 2006 para o Sport, o Santa Cruz começou a experimentar uma crise que parecia não ter volta. Após uma desastrosa campanha no Campeonato Brasileiro de 2006, sendo último colocado na maioria das rodadas, terminou rebaixado para a Série B novamente.
Cansados da série de gestões consideradas como medíocres para o clube, os tricolores votaram em massa no então vice-presidente licenciado do clube, Edson Nogueira, garantindo a primeira vitória de uma chapa de oposição na história do clube. Em 2007, entretanto, as coisas pioraram mais ainda. O time foi mal no Campeonato Pernambucano, com uma fraca 6ª colocação,[carece de fontes?] e foi eliminado na primeira fase da Copa do Brasil para o Ulbra-RO, perdendo inclusive no Estádio do Arruda. Na Série B de 2007, o clube realizou uma campanha também fraca que o tragou para o segundo rebaixamento seguido, dessa vez para a Terceira Divisão do Brasileiro de 2008, descenso que foi sacramentado com uma derrota de 2 a 0 para o Criciúma, em Santa Catarina.
Em 2008, o clube ainda tentou se reorganizar para voltar a brilhar, mas ainda não alcançou um bom planejamento. Novamente foi vítima de vários reveses, como a eliminação da Copa do Brasil de novo na primeira fase, a disputa do denominado "Hexagonal da Morte" do Campeonato Pernambucano, que teve que disputar para se livrar do rebaixamento estadual e a perda de seus melhores jogadores, como Carlinhos Paraíba e Thiago Capixaba.
Teve uma campanha abaixo da média na Série C, classificando-se quase que por sorte para a segunda fase. Em 24 de agosto, empatou com o Campinense quando poderia ter vencido e amargou estar "pendurado no precipício", precisando de uma combinação difícil de resultados para escapar do terceiro rebaixamento nacional consecutivo. Porém as chances extremamente remotas de não rebaixamento foram enterradas com a vitória de 5 a 1 do Caxias sobre o Brasil, que preencheu a última vaga dos times desclassificados da segunda fase da Série C e matematicamente rebaixou o Tricolor.
O Santa Cruz conseguiu, portanto, um feito inédito na história do futebol brasileiro: ser rebaixado por três anos consecutivos. O time pernambucano, que estava na Primeira Divisão em 2006, jogou a Segundona em 2007 e a Terceirona em 2008. Com uma campanha ruim, não conseguiu ficar entre os 20 que disputariam a Série C de 2009.
Algumas semanas depois do último jogo do time na Série C, um consenso entre as maiores autoridades do clube levou à nomeação de Fernando Bezerra Coelho como candidato único à presidência do biênio 2009-2010. Nos dias subsequentes à sua eleição, várias empresas manifestaram disposição de patrocinar a reestruturação do Santa Cruz. Dentre as medidas estavam: Criação de um fundo de Investimento (Santa Cruz S.A.) onde a previsão foi de R$ 1,5 milhões mensais; Reestruturação do Arruda, onde todo o gramado foi trocado  pela Green Life (Empresa que colocou o gramado no Estádio Olímpico João Havelange (Engenhão), além de todos os banheiros (Pamesa) e instalações elétricas (Philips) que foram reformados. Outra mudança foi o novo visual do estádio com nova pintura que lembra as escamas de uma cobra. Foi adquirido, também, o "Expresso Coral" (apelido escolhido pelos torcedores para o ônibus de luxo incorporado ao patrimônio do clube).
Com a intenção de aproximar mais do seu clube o torcedor coral, foi realizada uma votação por meio de SMS, para o Torcedor Coral escolher o novo padrão de jogo. Como também, foi criada uma nova campanha de sócios, que antes mesmo de ser lançada, atingiu a marca histórica de quase 300% em um único mês, em relação à gestão anterior.
O Santa Cruz disputou em 2009 a recém-criada Série D e foi eliminado na 1ª fase. O clube classificou-se novamente para a Série D pela sua colocação no Campeonato Pernambucano de 2010.[carece de fontes?]

### Tentativa de recomeço
Após cinco anos, o Santa Cruz voltaria a decidir o título pernambucano, novamente contra o Sport. Em um campeonato marcado por uma disputa particular entre Náutico e Sport pelo hexacampeonato, o Santa Cruz entrava como franco atirador. O Náutico, único hexacampeão consecutivo de Pernambuco querendo manter sua glória e o Sport, até então pentacampeão, querendo igualar o recorde de títulos do alvirrubro. Tanto o Sport quanto o Náutico foram para o estadual repletos de jogadores de renome nacional e com bagagem na carreira. O Santa Cruz por sua vez apostou numa mescla entre juventude e experiência.
O Santa Cruz teve altos e baixos durante a competição com o comando de Zé Teodoro. Mais altos do que baixos. A equipe de Zé Teodoro iniciou a competição com seis vitórias consecutivas, a melhor estreia dos últimos 30 anos. Sequência quebrado pelo Náutico, na 7ª rodada, nos Aflitos: 3 a 1 para o Timbu.
Após a perda da invencibilidade, o Santa Cruz passou por oscilações. O Santa Cruz foi novamente derrubado, desta feita contra o Porto, em Caruaru. Após duas derrotas consecutivas, a torcida do Santa Cruz começou a se preocupar como a equipe reagiria para a sequência do campeonato. Preocupação essa que seria sanada na rodada seguinte, diante do maior rival: na 9ª rodada, o Santa Cruz derrotou o Sport por 2 a 0 no Arruda e faz o caldeirão ferver novamente.<
Na rodada seguinte, novo tropeço. O Santa Cruz é derrotado por 3 a 0 pelo Central, de Caruaru, dentro do Arruda. Um banho de água fria para a torcida tricolor. Na rodada seguinte, o Santa Cruz empatou com a Cabense fora de casa. No retorno novamente contra a Cabense, o Santa volta a vencer após duas derrotas: 3 a 1 para os corais. Na rodada seguinte o Santa bate o Central por 1 a 0 em Caruaru, após sete anos, e traz de volta a confiança do povão tricolor.
Na 17ª rodada, nova decepção. O Santa Cruz perde por 1 a 0 para o Araripina. A gota d'água para torcida tricolor, que não aguentava mais as inconstantes atuações da equipe. Vários torcedores, passaram a desconfiar mais um vez do potência do jovem grupo tricolor. Desconfiança que ficaria por ali.
O Santa pegou o São Paulo na Copa do Brasil e no primeiro jogo, 60 mil torcedores empurraram a equipe na vitória de 1 a 0 sobre o time de Rogério Ceni, Lucas Moura, Rivaldo, Dagoberto e outros grandes jogadores. O Tricolor pernambucano perdeu o jogo de volta por 2 a 0 e foi eliminado, porém, a garra com que um time recheado de garotos enfrentou um dos maiores times do Brasil, foi emblemática.
Com um futebol alegre e envolvente, o Santa Cruz voltou a reacender a chama da torcida. Após vitórias contra Petrolina e Salgueiro fora e em casa respectivamente,[carece de fontes?] o Santa Cruz foi para o clássico contra o Náutico. Um grande teste para se firmar na competição como um dos favoritos na briga pelo título. E não decepcionou. Em jogo eletrizante, o Clássico das Emoções termina empatado em 3 a 3. Mais duas vitórias, contra América e Porto respectivamente, e o Santa Cruz teria o maior e último teste na primeira fase do campeonato: o Clássico das Multidões contra o rival Sport, na casa do adversário.
O Santa Cruz, com uma marcação cerrada, conseguiu quebrar a volúpia do adversário e chegar à vitória. Com gols de Gilberto no segundo tempo, o Santa Cruz bateu seu maior rival fora de casa por 2 a 0 e mostrou a que veio no campeonato. O Santa Cruz estava definitivamente na briga pelo título. Faltavam apenas duas rodadas, e o time tricolor, já classificado para as semifinais, resolveu poupar os titulares e fazer testes com os jogadores das categorias de base. Uma derrota e um empate nas últimas rodadas, contra Vitória e Ypiranga respectivamente.
Chegada a hora da verdade: Náutico, Santa Cruz, Porto e Sport eram os semifinalistas da competição. O Santa Cruz, 2º colocado geral na primeira fase, enfrentou o Porto e na outra semi o clássico entre Náutico e Sport. No jogo de abertura das semifinais o Santa Cruz chegou a Caruaru animando. Empurrado por sua torcida, imensa maioria no Estádio Luiz José de Lacerda, o Santa Cruz sai na vantagem após vencer a equipe do Porto por 2 a 1. No jogo de volta, um empate ou até derrota por 1 a 0 serviria ao time tricolor. Mas não teve jeito, os mais de 30.000 torcedores presentes no Mundão do Arruda viram o Santa Cruz envolver o Porto do início ao fim. Um início arrasador. Aos 15 minutos da etapa inicial o Santa Cruz já vencia a equipe caruaruense por 3 a 0. No final da primeira etapa, o Porto ainda conseguiu diminuir. Mas já era tarde. Na etapa final, a equipe coral fez apenas cadenciar a bola e esperar o tempo passar. O Santa Cruz vence por 3 a 1 e após cinco anos volta a decidir o campeonato pernambucano.
Na outra semifinal entre Náutico e Sport, o Sport saiu na frente no primeiro jogo realizado na Ilha do Retiro: 3 a 1 para os rubro-negros. No jogo de volta, nos Aflitos, reduto alvirrubro, o Sport poderia perder por um gol de diferença, o que ocorreu. O Náutico, apesar de ter vencido, ficou fora da decisão do Pernambucano 2011. Placar de 3 a 2.

### Final do Pernambucano de 2011
Santa Cruz e Sport voltam a se enfrentar numa decisão de pernambucano após seis anos. De um lado, a experiência e a maior folha salarial do estadual. Do outro; a juventude, a coletividade e a humildade. Mas acima de tudo, uma rivalidade histórica, quase centenária. Elementos que por si só já garantiriam uma final eletrizante, digna do Clássico das Multidões.
Mais uma vez os mandos de campo foram definidos através da melhor campanha do estadual, somando a pontuação da primeira fase e das semifinais. O Santa Cruz levou larga vantagem perante o rival durante todo o campeonato e ganhou a oportunidade de decidir o torneio no estádio do Arruda.

#### Jogo de ida na Ilha do Retiro
Santa Cruz e Sport iniciavam ali uma final histórica. Para o Sport era a oportunidade de conquistar o hexacampeonato e assim acabar com o "luxo" do Náutico, único hexa de Pernambuco. Para o Santa Cruz era uma oportunidade de ressurguimento, e de acabar com o marasmo que vinha lhe atormentando há mais de seis anos. Além disso, de trazer de volta o sorriso de sua torcida fiel e apaixonada que nunca abandonou o clube.
O Sport começou melhor o jogo, bem aplicado, porém, sem chances claras de gol. Ainda aos 40 segundos, o lance mais polêmico do jogo, o zagueiro Thiago Matias escorrega perto da entrada da área, e perde a bola para o atacante Bruno Mineiro, sendo parado com falta cometida por Thiago Matias. Os rubro-negros pediram a expulsão de Thiago mas o árbitro Cláudio Mercante apenas advertiu o zagueiro com um cartão amarelo, para desespero do time da Ilha do Retiro. Segue o jogo e o Sport continua melhor, toca a bola, chega mais a área, mas sem muitas preocupações para a meta tricolor. O Santa tenta responder, sem sucesso. Até que aos 33 minutos o atacante Gilberto certa um belo chute de fora da área, colocando a bola no ângulo da meta adversária, marcando um lindo gol. Na sequência, Landú ainda perde uma boa oportunidade de gol aos 41 minutos, terminando assim a metade da disputa dos 180 minutos de jogo.
Na volta para o segundo tempo o Santa Cruz estava mais encorpado, querendo jogo, enquanto o Sport, atordoado, jogava sem brilho. Após uma cobrança de escanteio do time rubro-negro, o Santa recupera a bola com Têti, que passa para Renatinho. O meio-campista faz grande jogada pela esquerda, dribla o lateral rubro-negro Renato e dá um passe açucarado para Landú, que não desperdiça, tira do goleiro Magrão e aumenta a vantagem tricolor. O Sport se enerva, facilitando a vida do tricolor. Final de jogo: Santa Cruz 2 a 0 Sport.

#### Jogo do título
Uma semana depois, as equipes voltaram a duelar, desta fez no estádio do Arruda. Sabendo da boa vantagem construída na Ilha do Retiro o Santa Cruz joga maior parte do tempo atrás da linha do meio de campo. O Sport, necessitando de dois gols para levar a decisão para os pênaltis, vai para cima, criando boas oportunidades. O Santa Cruz, acuado não consegue tocar a bola, preocupando a torcida. Com o campo pesado e a partida concentrada entre as intermediárias, o primeiro tempo termina com o placar em branco. Apenas 45 minutos para o tricolor finalmente voltar a comemorar um título. Para o rival, 45 minutos de muita tensão.
Recomeça o jogo e o Santa Cruz volta melhor, mais bem postado. O Sport pouco consegue produzir, lançando-se desordenadamente ao ataque e se expondo aos  contra-ataques do Tricolor. No fim do jogo o Sport se lança ao ataque de maneira desesperada e consegue a marcação de um pênalti duvidoso. Marcelinho Paraíba cobra e converte. Mas já era tarde, o gol rubro-negro marcado aos 48 minutos do segundo tempo não muda o panorama do campeonato. Logo em seguida à cobrança o juiz pede a bola. Fim de jogo. Alegria da massa tricolor. Após cinco anos amargurando rebaixamentos e sem conquistar títulos estaduais, o Santa Cruz volta a conquistar o título pernambucano, o seu 25º, perante 62.243 torcedores presentes ao Arruda (54.798 pagantes), trazendo de volta o sorriso da fiel torcida tricolor.

### 2011: acesso para a Série C
A torcida tricolor mostrou toda a força, mesmo com o Santa Cruz na Série D. A cobra coral teve a melhor média de público de todas as divisões do futebol brasileiro: 39.916 por partida. E deu resultado: em 16 de outubro de 2011, o tricolor confirmou o acesso à Série C depois de um empate sem gols com o Treze no Arruda. O Santa viria a disputar o título da quarta divisão com o Tupi, mas vacilou e não o conquistou, fato que não impediu que a imensa torcida comemorasse bastante.

### 2012: bicampeonato pernambucano
Mais um começo de campeonato sem muitas esperanças. A dupla Sport e Náutico teria uma disputa particular pelo título. O Santa teve mais uma vez de superar a desconfiança, principalmente depois de ser eliminado na Copa do Brasil em pleno Arruda pelo Penarol, do Amazonas. Ao fim da fase de classificação, o Santa ficou seis pontos atrás do líder Sport.
Nas semifinais, o Santa enfrentaria a grata surpresa do estadual: o Salgueiro, equipe que conseguiu envolver o trio de Recife nos jogos disputados no sertão pernambucano. O Santa jogava por dois empates. No interior, derrota para o Salgueiro por 2 a 1. Depois, no Arruda, vitória do Santa por 3 a 1.
Na final do Estadual, mais uma vez o Santa decidiria o título contra o Sport, que possuía vantagem de jogar pelo empate. No primeiro jogo, no Arruda, empate sem gols. Com um futebol envolvente, o Santa Cruz derrotou o Sport por 3 a 2 em plena Ilha do Retiro, no dia do aniversário do Sport, e comemorou o bicampeonato, que não acontecia desde 1987.

### 2013: tricampeonato pernambucano, título da Série C e acesso à Série B

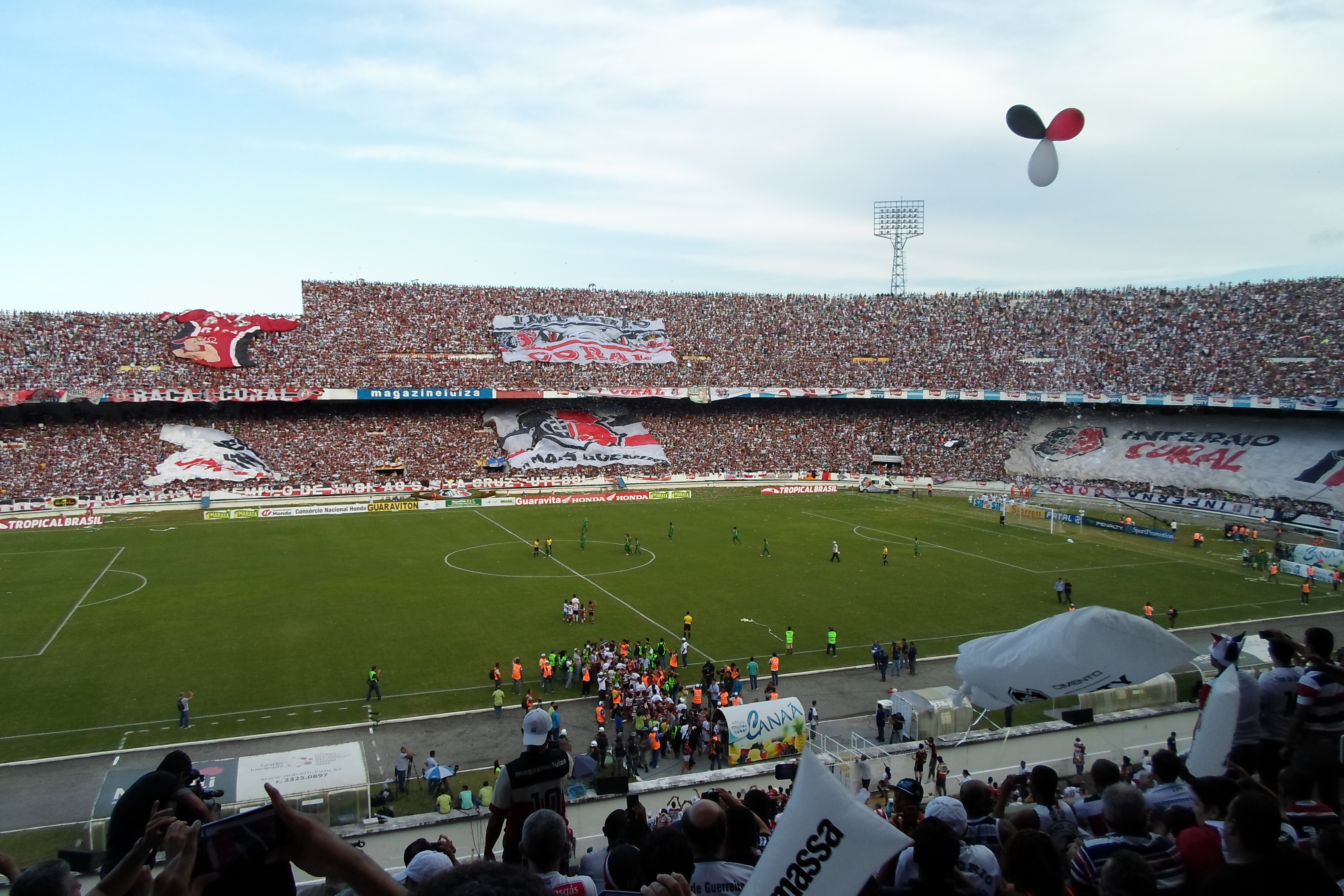
O Colosso do Arruda (um dos nomes que designam o Estádio José do Rego Maciel) em 2013

Além dos pernambucanos de 2011 e 2012, o Santa Cruz conquistou seu terceiro título consecutivo contra o Sport Recife. Ao passar pela semifinal um jogo incrível, que terminou 2 a 1 para o Náutico nos Aflitos (último clássico nesse campo), o Santa Cruz conquistou a vaga na final por ter ganho o primeiro jogo no Arruda por 1 a 0, no caso valeu o gol fora de casa.
No dia 5 de maio de 2013, Santa Cruz e Sport fizeram a primeira final no Arruda com o jogo terminando em 1 a 0 para o Tricolor, que ainda a perdeu um pênalti. O gol no Arruda saiu dos pés do Dênis Marques.
Já no jogo da volta, que ocorreu na Ilha do Retiro, em 12 de maio de 2013, o Santa Cruz venceu o Sport por 2 a 0 com gols de Flávio Caça-Rato e Sandro Manoel. Com isso, o Santa Cruz sagrou-se tricampeão pernambucano de 2011 a 2013, feito que não ocorria desde 1971. Coincidentemente teve as três vitórias sobre seu grande rival Sport.
Com a conquista do tricampeonato em cima do rival Sport Clube do Recife, dentro da Ilha do Retiro, o Santa Cruz se tornou o maior vencedor de finais dentro do estádio do rival, perfazendo o placar de 8 a 6 em favor do time coral.

### Temporada 2013 do Santa Cruz
O ano de 2013 trouxe muita alegria para a torcida tricolor. Além do tricampeonato estadual, o Santa Cruz conseguiu o acesso para o Campeonato Brasileiro da Série B e sagrou-se Campeão Brasileiro da Série C de 2013 (após derrotar, no jogo da volta, o Sampaio Corrêa por 2 a 1 no Arruda). Este foi um dos momentos de maior glória do clube tricolor.

### Campeão Brasileiro da Série C
No Campeonato Brasileiro da Serie C, o Santa Cruz começou somando pontos e se mantendo entre os quatro mais bem colocados na competição. Se classificou para as quartas de finais e no jogo de ida enfrentou o Betim, vencendo por 1 a 0. No jogo da volta, no Arruda, o Santa Cruz venceu o Betim por 2 a 1 conquistou o acesso a Série B se classificando para semifinais. O Santa Cruz foi em busca de conquistar o título da terceira divisão do futebol nacional e enfrentou em Lucas do Rio Verde, no Mato Grosso, o Luverdense. No jogo de ida, vitória de 2 a 0. No jogo da volta, em Recife, o Santa Cruz derrotou o Luverdense por 2 a 1 e tem como adversário na final o Sampaio Corrêa, em São Luís, no Maranhão. No jogo de ida, empate em 0 a 0; no jogo da volta, no Recife, o Santa Cruz derrotou o Sampaio Corrêa por 2 a 1 e conquistou o título do Campeonato Brasileiro da Série C, sendo este o primeiro título de campeão nacional do clube pernambucano.

### 2014: centenário
No ano de 2014 o Santa Cruz Futebol Clube completou 100 anos, tendo feito uma grande festa de comemoração. Porém, dentro de campo os resultados não fizeram jus a toda a comemoração. O ano foi marcado por diversos clássicos contra seu maior rival Sport, perdendo a vaga para o mesmo na fase semifinal da Copa do Nordeste. No primeiro jogo, na Ilha do Retiro, o Santa Cruz perdeu de 2 a 0; no jogo da volta, no Arruda, o Santa Cruz acaba perdendo o jogo de 2 a 1 sendo eliminado da Copa do Nordeste, e na Semifinal no Campeonato Pernambucano o Santa Cruz mesmo vencendo o rival Sport no jogo de ida por 3 a 0, e no jogo da volta o Santa Cruz perdeu por 1 a 0 sendo eliminado nos pênaltis pelo rival Sport devido ao regulamento da competição. Restava apenas o Campeonato Brasileiro da Série B para salvar o centenário, no entanto, mais uma decepção. O Santa Cruz não conseguiu encontrar consistência na competição, terminando na 9ª colocação. Algumas rodadas antes, o time chegou a disputar uma das vagas para o Acesso à Série A do Campeonato Brasileiro.

### Centenário do Campeonato Pernambucano
No Campeonato Pernambucano de 2015, o Santa Cruz enfrentou o Salgueiro, primeiro time do sertão na final do campeonato, e no jogo de ida em Salgueiro no Estádio Cornélio de Barros o Santa Cruz empatou com o Salgueiro em 0 a 0. No jogo da volta, no Estádio do Arruda, o Santa Cruz derrotou o Salgueiro por 1 a 0, sendo campeão pernambucano na centésima edição da competição estadual de futebol.

### 2016: Campeão do Nordeste

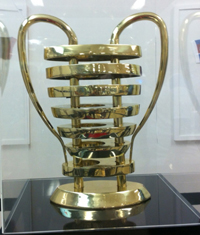
Troféu da Copa do Nordeste

Na Copa do Nordeste de 2016, o Santa Cruz ficou no Grupo C com Bahia, Confiança e Juazeirense; o Santa precisou chegar a última rodada da fase de grupos para decidir se passava de fase ou seria eliminado da Copa do Nordeste. O jogo decisivo foi entre Santa Cruz e Bahia, e o time dependia da vitória, porém o time tricolor perdeu o jogo por 1 a 0 e por sorte só conseguiu passar de fase pelo saldo de gols e isto custou a demissão do técnico Marcelo Martelotte. Logo o Santa Cruz precisou contratar um novo técnico e foi este técnico que mudou o time do Santa Cruz, Milton Mendes, foi ele que assumiu o time tricolor e mudou o jeito de jogar do time. Depois que Milton Mendes assumiu, os jogadores começaram a jogar com raça, força e com vontade de vencer.
Os resultados apareceram nas quartas de finais ao enfrentar o Ceará, o então campeão de 2015, em duas partidas, uma de ida e a outra de volta. O Ceará começou comandando as ações no primeiro tempo. Tanto que abriu o placar com Rafael Costa, preciso no arremate. No entanto, o Santa voltou melhor no segundo tempo e conseguiu o empate logo no início. No fim da partida, quando o Vovô segurava o resultado, Keno, mais uma vez, balançou as redes do Ceará e decretou a virada do Santa Cruz, terminando o jogo em 2 a 1 para a equipe tricolor. O jogo da volta, no Castelão, em Fortaleza, o Santa Cruz aguentou a pressão cearense e mais uma vez conseguiu a vitória, com o placar de 0 a 1, antecedido por  uma defesa de pênalti do goleiro Tiago Cardoso do Santa Cruz. Era o suficiente para o Santa Cruz passar de fase na competição e chegar à semifinal da Copa do Nordeste.
Na fase seguinte, o Santa Cruz encarou o Bahia em dois jogos decisivos. O Bahia era o favorito na disputa, pois nos últimos jogos entre os clubes, o time pernambucano não havia conseguido vitórias. No primeiro jogo no Recife, o Santa Cruz empatou com o Bahia por 2 a 2 em um jogo movimentado. O Bahia começou melhor, avançando as linhas e dando trabalho à equipe da casa. Assim, chegou ao gol com Hernane, o décimo dele na temporada. Mas o Santa melhorou. Em noite feliz, Keno infernizou a defesa do Bahia e marcou o gol de empate; Grafite virou. O duelo até parecia definido, o time coral era melhor, mas Luisinho deixou tudo igual em cobrança de pênalti - Wellington, que acabara de entrar, colocou a mão na bola dentro da área. No segundo jogo da semifinal, o Santinha ganhou do Bahia, na Arena Fonte Nova, por 0 a 1 com o gol de Grafite, assim confirmando o Santa Cruz na sua primeira final da Copa do Nordeste, tendo como adversário o Campinense, que havia eliminado o Sport nos pênaltis.
O primeiro jogo da decisão foi no Estádio do Arruda, no Recife, e o Santa Cruz venceu por 2 a 1. O Campinense começou melhor. Jogava mais no ataque. E dominava as jogadas ofensivas do primeiro tempo. Não chegava a ser extremamente perigoso, mas tinha mais posse de bola. Isto pouco importou. Porque quem abriu o placar foi o Santa Cruz. Numa cobrança de escanteio, Glédson saiu mal e Grafite não perdoou (Que homem). O Campinense não se abalou. E chegou a colocar a bola para dentro aos 43, com Tiago Sala, mas o gol foi anulado. Na etapa final, as coisas mudaram. O Santa Cruz passou a ser mais perigoso, e teve três boas chances de ampliar. Glédson se recuperou da falha e salvou o Campinense. Defesas incríveis. Até que aos 26 Tiago Sala empatou. Tal como antes, marcou quem não jogava melhor. A partir daí, os times passaram a se respeitar.
Com medo de sofrer gols, mas querendo atacar. O tempo ia passando e o empate parecia certo. Mas no último lance, o gol da vitória. Raniel cruzou rasteiro, a bola passou por dois raposeiros e Bruno Moraes deu a vitória ao Santa, que jogaria por o empate em Campina Grande. A grande final foi muito competitiva, não faltando emoção. A torcida tricolor compareceu em peso, invadiu Campina Grande e empurrou o time. O empate era a vantagem que a Cobra Coral tinha em mãos. E foi na medida. O Campinense abriu o placar com Rodrigão, aos 27 minutos do 2º tempo, dando o título ao Campinense (sendo decretado campeão devido ao gol fora de casa marcado no jogo de ida), mas Arthur, aos 37, empatou o jogo na base do coração. Foi o primeiro título regional da Copa do Nordeste do clube, pintando o Nordeste de preto, branco e vermelho. Além do título de campeão do Nordeste, o Santa Cruz recebeu uma vaga que lhe dava o direito de disputar a Copa Sul-Americana de 2016.

### Copa Sul Americana de 2016: a primeira competição internacional oficial
Na Copa Sul-Americana de 2016, o Santa Cruz enfrentou o arquirrival Sport na segunda fase, em dois jogos na Arena de Pernambuco. No jogo de ida, empate em 0 a 0; no jogo da volta, vitória sobre o Sport por 1 a 0, eliminando o rival da competição. Passando de fase para as oitavas de finais, o Santa Cruz enfrentou na Colômbia o Independiente Medellín, no Estádio Atanasio Girardot. No jogo de ida, derrota por 2 a 0. No jogo da volta, no Estádio do Arruda, no Recife, o Santa Cruz derrotou o Independiente Medellín por 3 a 1. No entanto, mesmo com a vitória, foi eliminado devido à regra do gol fora de casa.

### Brasileirão Série C de 2021: O Rebaixamento para Série D
Após uma ótima campanha na Série C de 2020, porém sem conquistar o acesso. As coisas se tornaram diferentes em 2021. Sem entrarem em campo, o retorno à Série D foi declarado após uma combinação de resultado entre Floresta e Volta Redonda. Com apenas 12 pontos o Santa foi rebaixado em último lugar.

### Série D 2022/2023 e possível inatividade em 2024
Após a colocação do Santa Cruz no campeonato pernambucano de 2023 e a eliminação precoce na série D de 2023, o Santa Cruz está oficialmente sem divisão nacional para 2024.
Já sem esperanças de jogar a Copa do Brasil e Copa do Nordeste, o Campeonato Pernambucano pode se tornar seu único compromisso do seguinte ano. A única forma de jogar a série D, de acordo com as regras atuais, seria caso o Petrolina ou o Retrô abrissem mão da vaga, o que é improvável, uma vez que o Retrô tem bons recursos financeiros e o presidente do Petrolina já afirmou diversas vezes que o clube não irá ceder a vaga para o Santa Cruz.
Além de todo problema futebolístico, a situação do clube é difícil fora das quatro linhas. O clube passa por um ano de eleição bastante conturbada, sem perspectiva de melhora, onde a torcida clama pela autorização da SAF (Sociedade Anônima de Futebol), e o presidente é tido por muitos como ditador.

### Assinatura para compra da SAF
No dia 13 de janeiro de 2025, o Santa Cruz publicou um comunicado nas suas redes sociais, informando a assinatura da proposta vinculante pela compra da SAF do clube junto com os empresários mineiros Vinícius Diniz e Márcio Cadar. Nos termos do negócio, ficou acertada a venda de 90% das ações do Tricolor, em até 15 anos, no valor de R$ 1 bilhão de reais. Os compradores devem investir esse valor em melhorias no estádio do Arruda e CT e assumem integralmente as dívidas do clube.

## Títulos

### Títulos oficiais
| NACIONAIS | NACIONAIS                       | NACIONAIS | NACIONAIS |
|           | Competição                      | Títulos   | Temporadas |
| --------- | ------------------------------- | --------- | --- |
|           | Campeonato Brasileiro – Série C | 1         | 2013 |
| REGIONAIS |                                 |           | |
|           | Competição                      | Títulos   | Temporadas |
|           | Copa do Nordeste                | 1         | 2016 |
| ESTADUAIS |                                 |           | |
|           | Competição                      | Títulos   | Temporadas |
|           | Campeonato Pernambucano         | 29        | 1931, 1932, 1933, 1935, 1940, 1946, 1947, 1957, 1959, 1969, 1970, 1971, 1972, 1973, 1976, 1978, 1979, 1983, 1986, 1987, 1990, 1993, 1995, 2005, 2011, 2012, 2013, 2015 e 2016 |
|           | Copa Pernambuco                 | 5         | 2008, 2009, 2010, 2012 e 2019 |
| TOTAL     |                                 |           | |
|           | Títulos oficiais                | 36        | 1 Nacional, 1 Regional e 34 Estaduais |

### Outros Títulos
| INTERNACIONAIS                   | INTERNACIONAIS                       | INTERNACIONAIS | INTERNACIONAIS                                                          |
|                                  | Competição                           | Títulos        | Temporadas                                                              |
| -------------------------------- | ------------------------------------ | -------------- | ----------------------------------------------------------------------- |
| Brasil · República Checa         | Torneio Marco Antônio Maciel         | 1              | 1979                                                                    |
| Vietname                         | Torneio Vinausteel                   | 1              | 2003                                                                    |
| INTERESTADUAIS                   |                                      |                |                                                                         |
|                                  | Competição                           | Títulos        | Temporadas                                                              |
| Pernambuco · Rio de Janeiro      | Taça Chico Science                   | 1              | 2016                                                                    |
| Pernambuco · Sergipe             | Taça Henágio                         | 1              | 2016                                                                    |
| Pernambuco · Bahia               | Torneio Pernambuco Bahia             | 1              | 1956                                                                    |
| Pernambuco · Paraíba             | Torneio Paraíba-Pernambuco           | 1              | 1962                                                                    |
| Rio Grande do Norte · Pernambuco | Torneio de Verão da Cidade do Recife | 1              | 1997                                                                    |
| Pernambuco · Rio de Janeiro      | 2° Torneio Quadrangular do Recife    | 1              | 1961                                                                    |
| REGIONAIS                        |                                      |                |                                                                         |
|                                  | Competição                           | Títulos        | Temporadas                                                              |
|                                  | Torneio Hexagonal Norte-Nordeste     | 1              | 1967                                                                    |
|                                  | Taça Asa Branca                      | 1              | 2017                                                                    |
| ESTADUAIS                        |                                      |                |                                                                         |
|                                  | Competição                           | Títulos        | Temporadas                                                              |
| Pernambuco                       | Taça Tabocas e Guararapes            | 5              | 1996, 2003, 2004, 2005, 2006                                            |
| Pernambuco                       | Taça Confederação do Equador         | 6              | 1995, 1999, 2000, 2001, 2002, 2005                                      |
| Pernambuco                       | Torneio Início de Pernambuco         | 12             | 1919, 1926, 1937, 1939, 1946, 1947, 1954, 1956, 1969, 1971, 1972 e 1976 |
| Pernambuco                       | Super Campeonato Pernambucano        | 3              | 1957, 1976, 1983                                                        |
| Pernambuco                       | Taça Recife                          | 1              | 1971                                                                    |
| Pernambuco                       | Taça Refinaria                       | 1              | 1995                                                                    |

### Campanhas de destaque
| SANTA CRUZ FUTEBOL CLUBE         | SANTA CRUZ FUTEBOL CLUBE | SANTA CRUZ FUTEBOL CLUBE | SANTA CRUZ FUTEBOL CLUBE | SANTA CRUZ FUTEBOL CLUBE |
| Torneio                          | Campeão                  | Vice-campeão             | Terceiro colocado        | Quarto colocado          |
| -------------------------------- | ------------------------ | ------------------------ | ------------------------ | ------------------------ |
| Campeonato Brasileiro            | 0 (não possui)           | 0 (não possui)           | 0 (não possui)           | 2 (1960, 1975)           |
| Copa do Brasil                   | 0 (não possui)           | 0 (não possui)           | 0 (não possui)           | 0 (não possui)           |
| Campeonato Brasileiro – Série B  | 0 (não possui)           | 3 (1999, 2005, 2015)     | 1 (2002)                 | 1 (1992)                 |
| Campeonato Brasileiro – Série C  | 1 (2013)                 | 0 (não possui)           | 0 (não possui)           | 0 (não possui)           |
| Campeonato Brasileiro – Série D  | 0 (não possui)           | 1 (2011)                 | 0 (não possui)           | 0 (não possui)           |
| Copa do Nordeste                 | 1 (2016)                 | 0 (não possui)           | 1 (2017)                 | 3 (2002, 2014, 2019)     |
| Torneio Hexagonal Norte-Nordeste | 1 (1967)                 | 0 (não possui)           | 0 (não possui)           | 0 (não possui)           |
| Campeonato Pernambucano          | 29 vezes                 | 31 vezes                 | 29 vezes                 | 12 vezes                 |

### Títulos mais importantes
| HONRARIAS                       | HONRARIAS                        | HONRARIAS     | HONRARIAS     | HONRARIAS     |
| Internacional                   | Internacional                    | Internacional | Internacional | Internacional |
| ------------------------------- | -------------------------------- | ------------- | ------------- | ------------- |
| Fita Azul do Futebol Brasileiro | 1 vez em 1979                    |               |               |               |
| Regional                        |                                  |               |               |               |
| Campeão do Nordeste             | 1 vez em 2016                    |               |               |               |
| Estadual                        |                                  |               |               |               |
| Pentacampeão                    | 1 vez no Campeonato Pernambucano |               |               |               |
| Tri-supercampeão                | 1 vez no Campeonato Pernambucano |               |               |               |

## Estatísticas

### Participações
|  | Participações em 2025 |

| Competição | Competição              | Temporadas | Melhor campanha            | Estreia | Última | P | R |
| Pernambuco | Campeonato Pernambucano | 111        | Campeão (29 vezes)         | 1915    | 2025   |   | – |
|            | Copa do Nordeste        | 18         | Campeão (2016)             | 1994    | 2025   |   |   |
| Brasil     | Campeonato Brasileiro   | 24         | 4º colocado (1960 e 1975)  | 1960    | 2016   |   | 5 |
| Brasil     | Série B                 | 20         | Vice-campeão (3 vezes)     | 1982    | 2017   | 4 | 2 |
| Brasil     | Série C                 | 7          | Campeão (2013)             | 2008    | 2021   | 1 | 1 |
| Brasil     | Série D                 | 6          | Vice-campeão (2011)        | 2009    | 2025   | 1 |   |
| Brasil     | Copa do Brasil          | 29         | Oitavas de final (8 vezes) | 1990    | 2026   |   |   |
|            | Copa Sul-Americana      | 1          | Oitavas de final (2016)    | 2016    | 2016   |   |   |

### Maiores artilheiros
Essa é uma relação dos artilheiros do Santa Cruz com mais de 100 gols.

### Maiores atuantes
Essa é uma relação dos jogadores do Santa Cruz com mais de 300 jogos.
| Mais atuaram pelo Santa Cruz Futebol Clube |     |
| ------------------------------------------ | --- |
| 1. Givanildo                               | 599 |
| 2. Luciano Veloso                          | 409 |
| 3. Ramón                                   | 377 |
| 4. Fernando Santana                        | 360 |
| 5. Pedrinho                                | 342 |

## Fatos históricos

### Por que o Santa Cruz é tricolor
O Santa Cruz nasceu alvinegro. A escolha das cores preta e branca é uma representação do ideal do clube: aproximar adeptos de todas as raças, pois até a fundação do Santa Cruz negros e mestiços eram proibidos de fazer parte do elenco do Náutico e de outros times da capital.
A presença de Teófilo de Carvalho, jogador mestiço, ajudou o Santa Cruz ganhar rapidamente popularidade, pois até aquela época futebol era esporte de branco. Teófilo foi o primeiro jogador mestiço a jogar em um clube de futebol do Norte-Nordeste.
A união entre negros, mestiços e brancos ajudou o Santa Cruz a tornar-se o clube mais popular do Nordeste logo nos primeiros anos de vida.

### O escudo e sua evolução

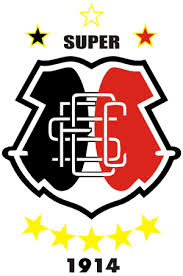
Escudo do Santa Cruz na década de 2000

Teófilo de Carvalho, estudante de engenharia e o primeiro jogador negro do futebol nordestino foi o responsável por desenhar o escudo do Santa Cruz. Ele optou por criar uma âncora branca estilizada, ladeada por gomos, vermelho ao lado esquerdo e preto ao lado direito com o monograma S.C.F.C sobreposto. A âncora significa firmeza e tranquilidade. Nos anos 1970 houve uma mudança estatuária que inverteu a posição das cores vermelha e preta no escudo. Em 1959 o Santa utilizou um escudo semelhante ao do São Paulo, isso ocorreu devido ao uso da camisa em homenagem a Lanzoninho ex-jogador são-paulino que foi campeão pernambucano em 1957, o fato foi que o uso desse escudo foi apenas circunstancial. No final dos anos 1990, oito estrelas foram incorporadas ao escudo, três representam o tri-supercampeonato e as outras o pentacampeonato, esse modelo de escudo foi mudado para o tradicional que conhecemos sem estrelas para melhor visibilidade do símbolo na camisa.

### A adição do vermelho
Logo no início de sua fundação, o Santa teve sua vida complicada por algumas entidades. A federação de futebol da época proibiu que o clube adotasse o preto e o branco, pois alegava que já havia outro clube com essas cores e que não poderia haver duas entidades com a mesma cor no pavilhão.

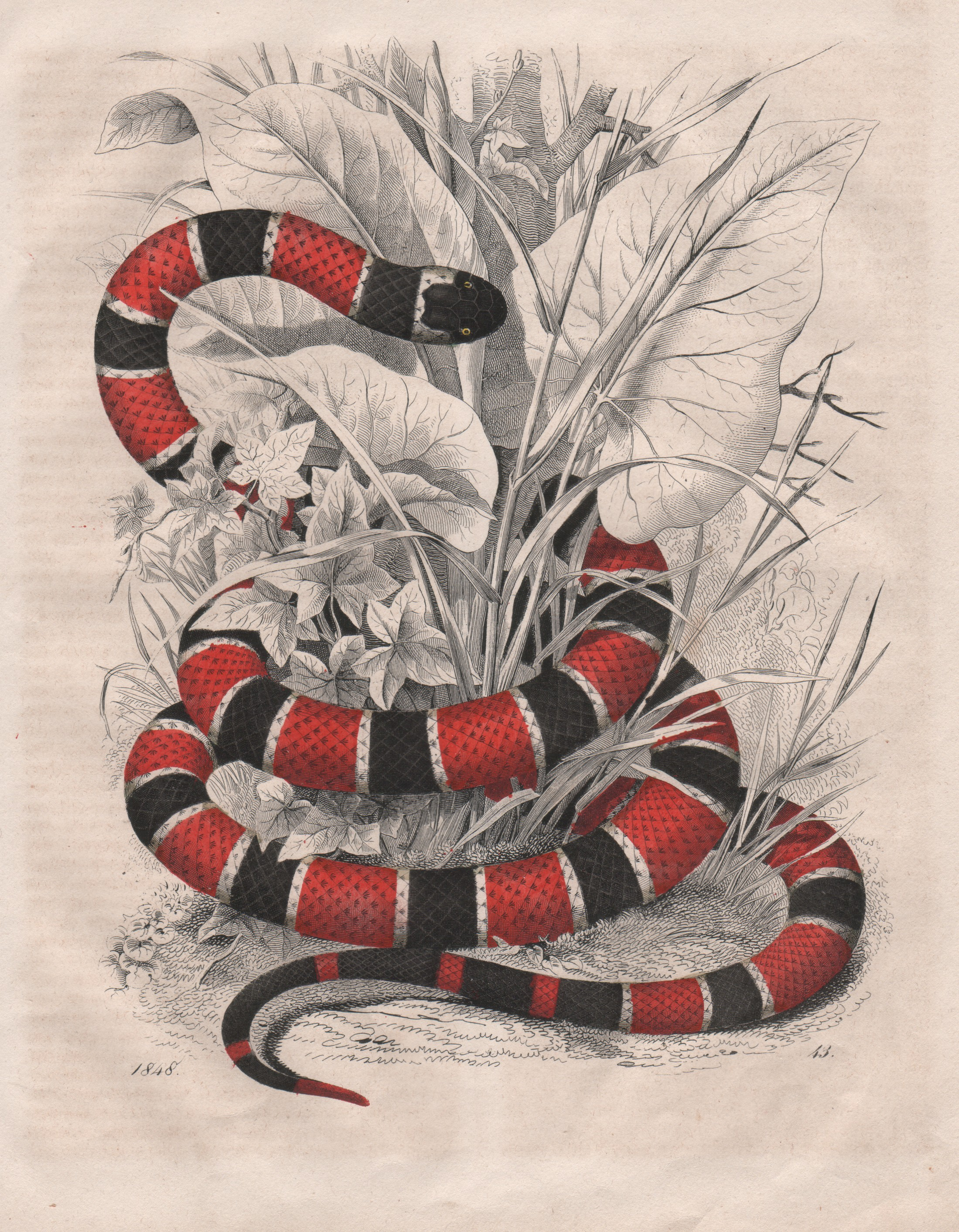
Micrurus Corallinus, conhecida popularmente como Cobra-Coral, símbolo do Santa Cruz Futebol Clube

Com isso, o Santa Cruz se viu obrigado a modificar as cores de sua camisa. Porém, o Santa Cruz buscou seguir o mesmo ideal de sua fundação: unir as raças e as classes sociais em prol do clube, por isso dessa vez incluiu o vermelho (encarnado) que representa o elemento indígena. A soma do preto, branco e vermelho no pavilhão do Santa é a representação das três raças que constituíram a nação brasileira: a negra, a branca e a indígena, que hoje representam uma grande outra nação, a nação tricolor.
- A maior virada do futebol profissional brasileiro aconteceu em 1915 quando o Santa Cruz perdia por 5 a 1 do América, aos 30 minutos do segundo tempo, e em 15 minutos o tricolor marcou seis gols numa incrível sequência e venceu o jogo por 7 a 5.
- O Santa Cruz foi o primeiro clube do Nordeste a derrotar uma equipe do sudeste do país. No dia 30 de janeiro de 1919, venceu o Botafogo do Rio de Janeiro por 3 a 2.
- A imprensa botou até Santos Dumont para escanteio. Já famoso naquela época, o pai da aviação estava de passagem pela cidade, mas perdeu espaço nos jornais para o centroavante Tiano, grande astro da partida.
- O Santa Cruz possui o sexto maior estádio do Brasil e o segundo maior estádio brasileiro privado, o Estádio José do Rego Maciel (Arruda).
- O Santa Cruz detém a maior invencibilidade da história do futebol brasileiro, levando-se em conta os jogos dentro de casa, com 45 jogos sem perder em seus domínios, entre 2004 e 2006.
- O Santa Cruz foi o primeiro clube brasileiro a contar com o trabalho de uma especialista em Psicologia do Esporte em sua equipe de jogadores profissionais. A psicóloga Santana Moura chegou ao Santa em março de 1983. Neste mesmo ano a equipe sagrou-se trissupercampeã de Pernambuco. Em 1999, Santana Moura retornou ao clube, que na época se encontrava há 11 anos na segunda divisão, e participou da campanha que o levou de volta à elite do futebol brasileiro.
- O Santa Cruz é o único clube de Pernambuco a participar de todas as edições do Campeonato Pernambucano de Futebol. Além disso é o clube com mais artilheiros na história do Campeonato Pernambucano, com 28 artilharias.

### O artilheiro do Brasil
Em 1973, Ramón, vestindo a camisa Coral foi o quinto jogador de um clube do Nordeste a tornar-se artilheiro de uma competição nacional. Antes dele, na Taça Brasil (o Campeonato Brasileiro da época), foram igualmente artilheiros: Léo Briglia, do Bahia (1959), Bececê, do Fortaleza (1960), Ruiter, do Confiança (1963), Bita, do Náutico (1965 e 1966) e Chiclete, do Treze (1967).

### Excursão Suicida
Em 1943, sem ter como pagar salários aos seus jogadores, o Santa resolveu excursionar ao Norte do Brasil, embarcando na madrugada do dia 2 de janeiro. A delegação viajou à noite, pois era época da Segunda Guerra Mundial e havia a presença constante de submarinos alemães no litoral brasileiro. O vapor "Pará", navio que levava o time do Santa, era escoltado por dois navios da Marinha de Guerra. Ainda assim, teve que navegar com as luzes apagadas e os jogadores dormiam no convés.
A primeira parada foi ainda no Nordeste do País, em Natal. No Estádio Juvenal Lamartine, o Santa Cruz enfrentou a Seleção Potiguar, goleando por 6 a 0. No dia 10 de janeiro, o Santa desembarcou em Belém e o primeiro adversário do clube no Norte do País foi o Transviário, que acabou sendo goleado por 7 a 2. Em seguida, o Santa venceu a Tuna Luso por 4 a 2, empatou com a Seleção Paraense em 2 a 2, e com o Paysandu em 4 a 4. Na despedida da capital paraense, perdeu para o Remo pelo placar de 5 a 3.
A viagem prosseguiu em direção a Manaus, em um vapor-gaiola que subia o Rio Amazonas rebocando uma alvarenga carregadas de alimentos para o Acre. Duas semanas depois, os jogadores, cansados da longa viagem, chegavam em Manaus. Já em terra firme, perderam a primeira partida para o Olímpico por 3 a 2. No jogo seguinte, golearam o Nacional por 6 a 1. Após a partida, o chefe da delegação, Aristófanes de Andrade (o Tofinha), e os atletas King, França, Pinhegas, Guaberinha, Edésio e Papeira foram atacados por uma forte disenteria. Todos foram medicados e liberados, porém com recomendações alimentares. No último jogo em Manaus, o Santa Cruz venceu o Rio Negro por 3 a 1.
Durante a descida pelo Rio Amazonas, o goleiro King e o atacante Papeira apresentaram forte recaída devido à disenteria, a qual foi diagnosticada pelo médico a bordo do vapor como sendo febre tifoide. O Santa Cruz desembarcou novamente em Belém no dia 28 de fevereiro e enfrentou o Remo no dia 2 de março, vencendo por 4 a 2. Dois dias depois, King faleceu, vitimado pela febre tifoide. O goleiro do Santa foi enterrado no cemitério de Belém. Três dias depois, a doença vitimaria Papeira.
Desesperados, os componentes da delegação trataram de retornar a Recife o mais rápido possível. Somente no dia 28 de março é que conseguiram transporte, porém com parada de quatro dias em São Luís, no Maranhão. Os jogadores trocaram as passagens de primeira classe por terceira classe, recebendo a diferença em dinheiro. Por isso, tiveram que viajar na companhia de 35 ladrões, que a polícia do Pará deportava para o Maranhão.
Em São Luís, novos jogos foram disputados e a renda foi distribuída entre os jogadores. O cozinheiro do navio teve que jogar como ponta-esquerda no time do Santa Cruz, devido ao déficit no número de jogadores. A delegação embarcou em um navio com destino a Fortaleza. Porém, como o radar acusava a presença de submarinos alemães na área, o comandante resolveu retornar a São Luís.
Então, cansados desses três meses de privações e angústia, os jogadores decidiram retornar a Recife por terra, completando a viagem de volta em trem até Teresina e em ônibus até Fortaleza. O Santa Cruz ainda realizou jogos no Piauí, completando um total de 28 partidas na excursão. A delegação chegou a Recife na madrugada do dia 2 de maio.

### Vitória sobre a Seleção Brasileira de 1934
Em outubro de 1934, a Seleção Brasileira, procedente da Copa da Itália, desembarcou no Recife para uma série de amistosos, e os resultados obtidos foram: Brasil 5 a 4 Sport, Brasil 3 a 2 Santa Cruz, Brasil 8 a 3 Náutico.
Entretanto, um atraso do navio da Seleção fez com que o Tricolor pedisse uma revanche, e, desta vez, com vitória: "Santa Cruz 3 a 2 Brasil". Com esta vitória, o Santa Cruz foi o primeiro time do Brasil a conseguir derrotar a Seleção Brasileira. Além do Santa Cruz, o Atlético Mineiro e o Flamengo venceram a seleção, anos depois.
BRASIL 2 x 3 SANTA CRUZ
DATA - 10 de outubro de 1934
ESTÁDIO - Campo da Avenida Malaquias
CIDADE - Recife - PE
BRASIL - Pedrosa; Rogério, Vicente; Ariel, Martim Silveira, Canalli; Átila, Waldemar de Brito, Leônidas da Silva, Armandinho e Patesko. Técnico: Carlito Rocha
SANTA CRUZ - Dadá; Marcionilo, João Martins; Zezé, Furlan, Ernani; Valfrido, Lauro, Chinês, Sidinho e Estevam. Técnico: Ilo Just
GOLS - Waldemar de Brito, Patesko (Brasil); Zezé (2), Sidinho (Santa Cruz)
Em 2012 o Santa Cruz ficou entre os 100 times com maior média de público do mundo, somente três clubes brasileiros entraram nesse ranking dos 100 maiores, liderados pelo Santa Cruz, na 39ª posição, Corinthians em 65º e o Bahia em 100º. A pesquisa LANCE IBOPE 2010 identificou o Santa Cruz como tendo cerca de 1.200.000 torcedores, em sua grande maioria localizados em Pernambuco. Em 2009 a média de 38.245 torcedores em três partidas superou a média de 19 dos 20 times da primeira divisão do Campeonato Brasileiro.
Historicamente é conhecido como "O Mais Querido" ou "Clube das Multidões" por ter nas camadas mais populares a maior parte de sua torcida. No Campeonato Pernambucano de 2011 e 2012, teve a melhor média de público.
No ano de 2005, quando obteve acesso à Série A do Campeonato Brasileiro, a carreata de comemorativa do Santa Cruz reuniu cerca de 400 mil torcedores tricolores nas ruas do Recife.
Em 2011, ano no qual obteve acesso à série C do Campeonato Brasileiro, após empatar com o Treze de Campina Grande por 0 a 0, no Arruda lotado com a presença de 60.000 torcedores, o Santa Cruz foi motivo de várias reportagens em alguns dos principais sites esportivos europeus, como o Português Jornal Público e o Espanhol Marca. As reportagens exaltam o fato do Santa Cruz, clube naquela ocasião na quarta divisão do Futebol Brasileiro, superar o público das equipes da primeira divisão. Vale ressaltar que, nos Campeonatos Brasileiros de 2010 e de 2011, o Santa Cruz obteve a maior média de público entre os clubes de todas as divisões. Por esses motivos, a torcida coral é conhecida como "A Torcida Mais Apaixonada do Brasil", fato esse reconhecido inclusive pelos torcedores de seus principais rivais.
No programa semanal Futbol Mundial da FIFA, exibido em abril de 2012, o Santa Cruz foi um dos destaques. No programa, a FIFA entrevista o técnico do Santa Cruz, Zé Teodoro, exibe literatura de Cordel de autoria de Davi Teixeira relacionada à conquista do título Pernambucano de 2011 ("A Taça é Nossa e o Boi não Lambe") e afirma: "The state´s most popular team: Santa Cruz" ("O time mais popular do Estado: Santa Cruz").

## Torcida

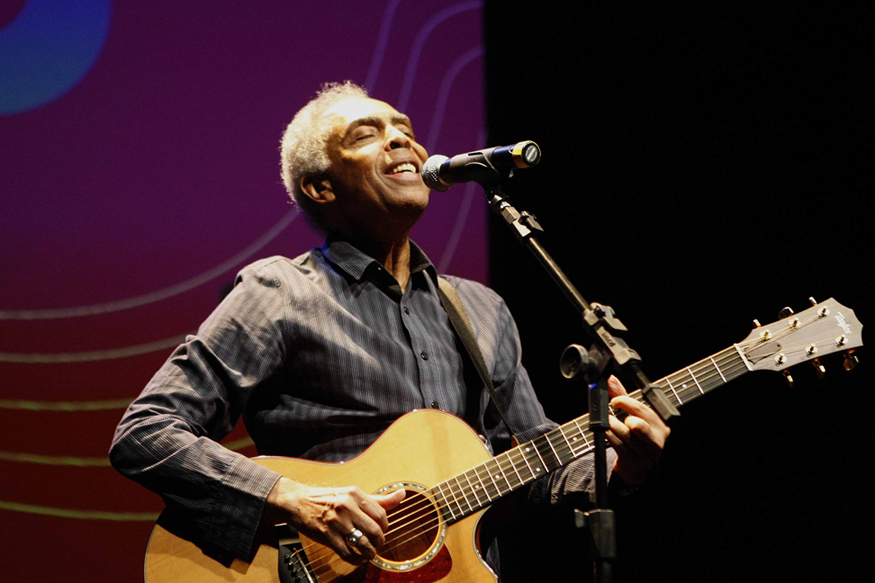
Além de torcer pelo Bahia, o cantor e compositor Gilberto Gil é torcedor declarado do Santa Cruz Futebol Clube

A pesquisa LANCE IBOPE 2014, que teve como margem de erro apenas 1,0%, identificou 2.210.052 torcedores do Santa Cruz

### Personalidades
- Bruno Fontes - jornalista
- Capiba[135] - compositor
- Chico Science - cantor e compositor
- André Rio - cantor
- Tereza Costa Rêgo[136] - pintora
- Marco Maciel[137] - ex-vice-presidente do Brasil
- Paulo Câmara[138] - ex-governador de Pernambuco
- Márcio Canuto[139] - jornalista e repórter
- Jackson do Pandeiro - cantor e compositor
- Getúlio Cavalcanti - cantor e compositor
- Maestro Forró - compositor
- Pedro Lins - jornalista
- Maestro Spok - instrumentista e compositor
- Zé do Caixão[140] - cineasta
- Gilberto Gil[141] - cantor e compositor
- Cláudio Assis - cineasta
- Waleska Andrade - apresentadora
- Kelvis Duran - cantor e compositor
- Nando Cordel - cantor e compositor
- Luiz Gonzaga - cantor e compositor
- Raquel Lyra - governadora de Pernambuco[142]

### Torcedores símbolos
- Bacalhau[143]
- Super Santa
- Chico da Cobra[144]
- Jesus Tricolor[145][146][147][148][149][150][151]
- Mazinho da Buzina
- Pantera

### Embaixadas e Consulados
- Embaixada Coral (Europa) https://www.instagram.com/embaixadacoral/

### Torcidas organizadas
- Torcida Organizada Explosão Inferno Coral
- Raça Coral
- Santa Chopp
- Movimento Coral Rasta
- Império Coral
- Portão 10
- Troça Carnavalesca Minha Cobra de Olinda
- Bloco Tricolor em Rio Formoso
- Movimento Metalhead Coral Metal

## Rivalidade

### Clássico das Multidões
O Clássico das Multidões é o nome do clássico disputado entre Santa Cruz e Sport, considerado o mais tradicional de Pernambuco e uma das maiores rivalidades nacionais.
O primeiro duelo realizou-se em 6 de maio de 1916, com vitória do Sport por 2 a 0. O confronto também já ocorreu pela Copa Sul-Americana de 2016, quando o Santa Cruz eliminou o Sport após uma vitória por 1 a 0 na Arena de Pernambuco.
A maior diferença de gols no Clássico das Multidões aconteceu no Campeonato Pernambucano de 1934, quando o Santa Cruz goleou o Sport por 7 a 0.
Última atualização: Sport 0 x 0 Santa Cruz, 18 de março de 2023.
| Rival | J   | V   | E   | D   | GP  | GC  |
| ----- | --- | --- | --- | --- | --- | --- |
| Sport | 566 | 172 | 164 | 236 | 675 | 732 |

### Clássico das Emoções
O Clássico das Emoções é a rivalidade entre Santa Cruz e Náutico.
O primeiro confronto realizou-se em 29 de junho de 1917, na vitória do Santa Cruz por 3 a 0, partida válida por torneio beneficente, disputada no Estádio dos Aflitos.
O centésimo Campeonato Pernambucano também marcou a 500ª vez que se realizou este clássico, tendo como resultado a vitória do Santa Cruz por 5 a 3.
Última atualização: Santa Cruz 3x3 Náutico, 15 de Janeiro de 2023.
| Rival   | J   | V   | E   | D   | GP  | GC  |
| ------- | --- | --- | --- | --- | --- | --- |
| Náutico | 533 | 203 | 159 | 171 | 827 | 737 |

## Maiores públicos em jogos do Santa Cruz
- Públicos pagantes, acima de 50.000.

1. Santa Cruz 1 a 1 Sport, 78.391, 21 de fevereiro de 1999, Campeonato Pernambucano,  Estádio do Arruda
2. Santa Cruz 1 a 1 Náutico, 76.636, 18 de dezembro de 1983, Campeonato Pernambucano, Arruda
3. Santa Cruz 2 a 0 Sport, 74.280, 18 de julho de 1993, Campeonato Pernambucano, Arruda
4. Santa Cruz 1 a 2 Sport, 72.635, 3 de maio de 1998, Campeonato Pernambucano, Arruda
5. Santa Cruz 2 a 1 Náutico, 71.243, 28 de julho de 1993, Campeonato Pernambucano, Arruda
6. Santa Cruz 1 a 1 Sport, 71.197, 21 de fevereiro de 1999, Campeonato Pernambucano, Arruda
7. Santa Cruz 0 a 2 Náutico, 70.003, 11 de julho de 2001, Campeonato Pernambucano, Arruda
8. Santa Cruz 2 a 1 Betim, 70.000 , 3 de Novembro de 2013, Campeonato Brasileiro (Série C), Arruda
9. Santa Cruz 0 a 1 Sport, 67.421, 20 de maio de 1990, Campeonato Pernambucano, Arruda
10. Santa Cruz 1 a 2 Náutico, 65.901, 8 de fevereiro de 1998,  Campeonato Pernambucano, Arruda
11. Santa Cruz 2 a 1 Portuguesa (SP),  65.023, 26 de novembro de 2005, Campeonato Brasileiro (Série B),  Arruda
12. Santa Cruz 2 a 0 Náutico, 63.675, 1 de agosto de 1976, Campeonato Pernambucano, Arruda
13. Santa Cruz 0 a 0 Sport, 61.449, 11 de julho de 1993, Campeonato Pernambucano,  Arruda.
14. Santa Cruz 0 a 1 Sport, 58.860, 27 de maio de 1990, Campeonato Pernambucano, Arruda
15. Santa Cruz 1 a 1 Náutico, 58.190, 11 de dezembro de 1983, Campeonato Pernambucano, Arruda
16. Santa Cruz 0 a 0 Flamengo (RJ), 57.688, 4 de março de 1972, Amistoso (Inauguração do Estádio do Arruda)
17. Santa Cruz 2 a 1 Goiás (GO), 55.009, 20 de novembro de 1999, Campeonato Brasileiro (Série B), Arruda
18. Santa Cruz 0 a 1 Sport, 54.798, 15 de maio de 2011, Campeonato Pernambucano, Arruda
19. Santa Cruz 0 a 1 Sport, 54.742, 16 de maio de 1999, Campeonato Pernambucano, Arruda
20. Santa Cruz 1 a 1 Sport, 54.510, 19 de maio de 1999, Campeonato Pernambucano, Arruda
21. Santa Cruz 1 a 1 Náutico, 53.416, 1 de dezembro de 1985, Campeonato Pernambucano, Arruda
22. Santa Cruz 0 a 0 Treze (PB), 52.833, 16 de outubro de 2011, Campeonato Brasileiro Série D,  Arruda.
23. Santa Cruz 2 a 2 Palmeiras (SP), 52.824, 4 de maio de 1980, Campeonato Brasileiro, Arruda
24. Santa Cruz 0 a 0 Sport, 51.192, 3 de dezembro de 1983, Campeonato Pernambucano, Arruda
25. Santa Cruz 4 a 3 Guarany (CE), 51.145, 5 de setembro de 2010, Campeonato Brasileiro (Série D), Arruda.

## Uniformes
1º Uniforme: Camisa com listras em vermelho, branco e preto, calção preto e meiões pretos;
2º Uniforme: Camisa branca com uma faixa preta e outra vermelha no peito, calção branco e meiões brancos;
3º Uniforme: Todo ano é modificado;

| 1º Uniforme |  | 2º Uniforme |

### Outras temporadas
- 2021

| 1º Uniforme | 2º Uniforme | promocional | promocional |

- 2020

| 1º Uniforme |  | 2º Uniforme | 3º Uniforme |

- 2019

| 1º Uniforme | 2º Uniforme |

- 2019 (uniforme de transição - ação promocional)

| Retrô 1993 |

- 2018

| 1º Uniforme | 2º Uniforme | 3º Uniforme |

- 2017

| 1º Uniforme | 2º Uniforme | 3º Uniforme |

- 2016/2017

| 1º Uniforme | 2º Uniforme | 3º Uniforme | 4º Uniforme | 5º Uniforme |

- 2016

| 1º Uniforme | 2º Uniforme | 3º Uniforme |

- 2015

| 1º Uniforme | 2º Uniforme | 3º Uniforme |  | 4º Uniforme |

- 2014

| 1º Uniforme | 2º Uniforme | 3º Uniforme |  |

- 2013

| 1º Uniforme | 2º Uniforme | 3º Uniforme |  |

- 2012

| 1º Uniforme | 2º Uniforme | 3º Uniforme |  |

- 2011

| 1º Uniforme | 2º Uniforme | 3º Uniforme |  |

- 2010

| 1º Uniforme | 2º Uniforme | 3º Uniforme |

- 2009

| 1º Uniforme | 2º Uniforme | 3º Uniforme |  |

## Patrocinadores
| Período   | Fornecedor                  |
| --------- | --------------------------- |
| 2022      | Volt Sport                  |
| 2017–2021 | Cobra Coral (marca própria) |
| 2009–2017 | Penalty                     |
| 2008      | Champs                      |
| 1998–2007 | Finta                       |
| 1997–1998 | Diadora                     |
| 1995–1997 | Rhumell                     |
| 1994–1995 | Amddma                      |
| 1991–1993 | CCS                         |
| 1983–1990 | Adidas                      |

## Outras modalidades

### Futebol americano
O Santa Cruz Pirates, anteriormente chamado de Recife Pirates é o time de futebol americano do Santa Cruz Futebol Clube, o time é campeão da Taça das Cidades de 2018, Liga Nordestina de 2018 e Pernambuco Bowl de 2019.

### Futsal
A história do Santa Cruz com o futsal ocorre desde os anos 1960, William Ribeiro foi o responsável por implantar a modalidade no Santa Cruz sendo campeão Pernambucano de Futsal com o clube em 1960. O clube também atende as categorias de base começando pelo sub-7. A equipe sub-15 foi bicampeã pernambucana de futsal, conquistado em cima da equipe do Sport no jogo de ida na Ilha do Retiro por 1 a 2 e na volta por 4 a 0 no Arrudinha. O Santa também foi campeão com as equipes do sub-7, sub-8, sub-9, sub-10, sub-11 e sub-12 no Festival HD Esportes de Futsal.

### Boliche
O boliche é uma das modalidades recentes anunciada pelo Santa Cruz, a equipe é formada por Niltinho Farias, Alcindo Marsaro, Ivan Neto, Nelson Tachibana, Edson Pontual, Edson Pontual Júnior e Guilherme Caminha. O Santa em 2018 conquistou o título do Campeonato Pernambucano Individual de Boliche com destaques para Edson Pontual, Guilherme Caminha e Niltinho Farias.